# 최달호
최달호(1969년 9월 2일 ~)는 LG 트윈스에서 뛰었던 전 야구 선수다. 신일고등학교를 졸업했다.

## 기록
- 1990년: 2경기 1타수 무안타
- 1991년: 24경기 10안타 3타점 1홈런 0.196
- 1992년: 1경기

## 같이 보기
- 1990년 LG 트윈스 시즌